# 馬克思恩格斯文集
《馬克思恩格斯文集》（英語：Marx/Engels Collected Works）是集結卡爾·馬克思和弗里德里希·恩格斯作品並翻譯成英語的最大著作集，它包含了馬克思和恩格斯一生中曾經發表過的所有作品，以及許多未曾公開發表的手稿和書信內容。該文集總共有50卷，主要是由理查德·狄克遜（Richard Dixon）等人共同翻譯。整部選集由俄羅斯莫斯科的進步出版社所挑選，並且和英國倫敦勞倫斯·惠沙特、美國紐約國際出版商合作編譯，於1975年至2005年間發行。

## 外部連結
- "Index to Marx/Engels Collected Works," （页面存档备份，存于） 马克思主义文库, www.marxists/org